# Ноћ вештица 3: Сезона вештице
Ноћ вештица 3: Сезона вештице (енгл. Halloween III: Season of the Witch) је амерички хорор филм из 1982, трећи у серијалу филмова Ноћ вештица и једини који нема никакве везе са осталим филмовима, због чега је доживео велики неуспех и изазвао незадовољство публике. Режисер и сценариста филма је Томи Ли Волас, а Џон Карпентер и Дебра Хил су се поново нашли у улози продуцената, док су у главним улогама: Том Аткинс, Стејси Нелкин и Ден Одерлихи.
Од претходних ликова нико се не појављује, једино се Ненси Кис вратила у глумачку поставу, али не у улози Ени Бракет, већ Линде Чалис, супруге главног лика.
Шест година касније снимљен је наставак, који се поново враћа на причу о Мајклу Мајерсу и др Лумису, па се због тога филм и носи назив Ноћ вештица 4: Повратак Мајкла Мајерса.

## Радња
На дан 23. октобра, у руралној северној Калифорнији, власника продавнице играчака Харија Гримбриџа јуре мистериозни људи у оделима. Након што једва избегне погибију, Гримбриџ успева да побегне до бензинске пумпе, чврсто држећи у руци маску за Ноћ вештица у облику Џек-о-’Лантерна. Радник на пумпи, Волтер Џоунс, одвезе га до болнице. У болници се о Харијевој нези стара др Данијел Чалис, лекар алкохоличар који има проблема у односима са својом бившом женом и децом. Те ноћи један човек у оделу уђе у Харијеву болничку собу, убије га, а потом се самозапали у свом аутомобилу на паркингу испред болнице након што Чалис појури за њим.
Неколико дана касније Данијел у кафићу сусретне Харијеву ћерку, Ели. Он јој исприча чудне догађаје у ноћи када је Хари умро и покаже јој маску коју је њен отац држао у руци када је примљен у болницу.
Данијел и Ели отпутују у Санта Миру, градић у којем се налази фабрика играчака Силвер Шамрок Новелтиз, која је произвела маску, у нади да ће расветлити Харијев случај. Власник локалног мотела им објасни да је фабрика Силвер Шамрок, чији је власник Конал Кокран, имућни тајкун ирског порекла, позната по производњи популарних дечјих маски за Ноћ вештица у облику Џек-о'-Лантерна, вештица и костура, заслужна за просперитет града. Док се потписује у мотелски регистар, Данијел сазна да је и Хари одседао у истом мотелу. Остали гости мотела укључују власнике продавница играчака Марџ Гатман и Бадија Купфера, Бадијеву супругу Бети и њиховог сина Бадија млађег, који су сви дошли да поруче још маски из фабрике.
Након што у 18 сати у граду почне полицијски час, Данијел се искраде из мотела да разгледа около, ком приликом му један локални бескућник исприча да Кокран никада није запослио ниједног мештанина у својој фабрици, довевши све своје раднике са стране, али након што се Данијел удаљи, одједном се појаве људи у оделима и обезглаве бескућника.
Марџ проналази микрочип на задњој страни фабричког амблема на маски. Након што га чачне шналом за косу, у лице је погоди ласерски зрак који јој унакази лице, а из ране јој измили крупан инсект. Данијел и Ели сазнају за Марџину несрећу, а Данијел покушава да помогне, али га са лица места присилно удаљи група људи обучених у лабораторијске мантиле, која се потом одвезе у комбију фирме Силвер Шамрок заједно са Марџиним лешом. Кокран се убрзо довезе својим аутомобилом и саопшти свима да не брину, али Данијел чује менаџера мотела како је споменуо Кокрану „неуспело активирање”.
Следећег јутра Данијел и Ели оду у обилазак фабрике заједно са Купферовима и тамо открију Харијев аутомобил, који чува неколико људи у оделима. Они се врате у мотел, али не могу да контактирају никог ван града. Док Данијел покушава да позове полицију, Ели мистериозно нестане, а Данијела заробе људи у оделима, за које се испостави да су андроиди које је направио Кокран. Сваки примерак Кокранове маске садржи делић Стоунхенџа у форми микрочипа на задњој страни фабричког амблема, који се активира уз помоћ бљештећег сигнала из „магичне бундеве” у рекламном споту током лажне наградне игре Силвер Шамрока, предвиђене за емитовање на свим ТВ каналима истовремено у 21 сат, изазивајући оштећење мозга код носиоца маске услед апсорпције енергије Стоунхенџа, те ослобађајући рој инсеката и змија које излазе из леша носиоца маске и убијају сваког у близини. У сврху демонстрације, Кокран на овај начин побије Купферове.
Касније те ноћи Кокран навуче Силвер Шамрок маску везаном Данијелу на лице и открије свој план да за Ноћ вештица жртвује сву децу која су купила његове маске, у складу са древним келтским паганским ритуалом Сауњ. Он га остави да умре на исти начин као и деца која ће се вратити кући након измамљивања слаткиша и гледати лажну телевизијску наградну игру фабрике Силвер Шамрок. Данијел се некако ослободи, уништи телевизор, скине маску с лица, побегне кроз отвор за вентилацију и избави Ели. Он побаца неискоришћене микрочипове одозго са греда и активира их уз помоћ снимка рекламног спота, побивши Кокранове запослене, док Кокрана у дим претвори руна Стоунхенџа уз помоћ које је овај правио своје маске, изазвавши огроман пожар који уништи целу фабрику.
Током повратка кући Ели изненада нападне Данијела. Испостави се да је у питању њен андроидни дупликат. Данијел намерно слупа аутомобил и обезглави андроида пајсером за скидање пнеуматика. Пешице, Данијел стигне до Волтерове бензинске пумпе, где телефоном зове телевизијске станице, покушавајући да убеди уреднике свих телевизија да обуставе емитовање лажне наградне игре Силвер Шамрока. У истом тренутку група измамљивача слаткиша, носећи маске фирме Силвер Шамрок, стиже до бензинске пумпе да би учествовали у лажној наградној игри на Волтеровом телевизору. Канали 1 и 2 прекину емитовање, али на каналу 3 рекламни спот и даље иде. Данијел очајнички вришти у телефонску слушалицу последњем ТВ каналу да искључи рекламни спот.

## Улоге
| Глумац          | Улога             |
| --------------- | ----------------- |
| Том Аткинс      | др Данијел Чалис  |
| Стејси Нелкин   | Ели Гримбриџ      |
| Ден О' Херлихи  | Конал Кокран      |
| Мајкл Кјури     | Раферти           |
| Ралф Стрејт     | Бади Купфер       |
| Џадин Барбор    | Бети Купфер       |
| Бред Скактер    | Бади Купфер млађи |
| Гарн Стивенс    | Марџ Гатман       |
| Ал Бери         | Хари Гримбриџ     |
| Венди Везберг   | Теди              |
| Есекс Смит      | Волтер Џоунс      |
| Ненси Кис       | Линда Чалис       |
| Џонатан Тери    | Старкер           |
| Мејди Норман    | мед. сестра Агнес |
| Педи Едвардс    | секретарица       |
| Џошуа Џон Милер | Вили Чалис        |
| Мишел Валкер    | Бела Чалис        |